# Calliandra medellinensis
Calliandra medellinensis là một loài thực vật có hoa trong họ Đậu. Loài này được Britton & Killip miêu tả khoa học đầu tiên.